# 圣瑟韦
圣瑟韦（法語：Saint-Sever，法語發音：[sɛ̃ səve]）是法国朗德省的一个市镇，属于蒙德马桑区。

## 地理
圣瑟韦（43°45'24"N, 0°34'27"W）面积46.96 平方千米，位于法国新阿基坦大区朗德省，该省份为法国西南部沿海省份，是法國本土面积第二大的省，北起吉倫特省，西临大西洋，南至大西洋比利牛斯省，东临热尔省，东北与洛特-加龍省接壤。
与圣瑟韦接壤的市镇（或旧市镇、城区）包括：欧里斯、欧迪尼翁、巴诺斯、下莫科、邦凯、科纳、埃尔-蒙屈布、蒙托、蒙加亚尔、蒙苏埃、阿杜尔河畔圣莫里斯、图卢泽特。

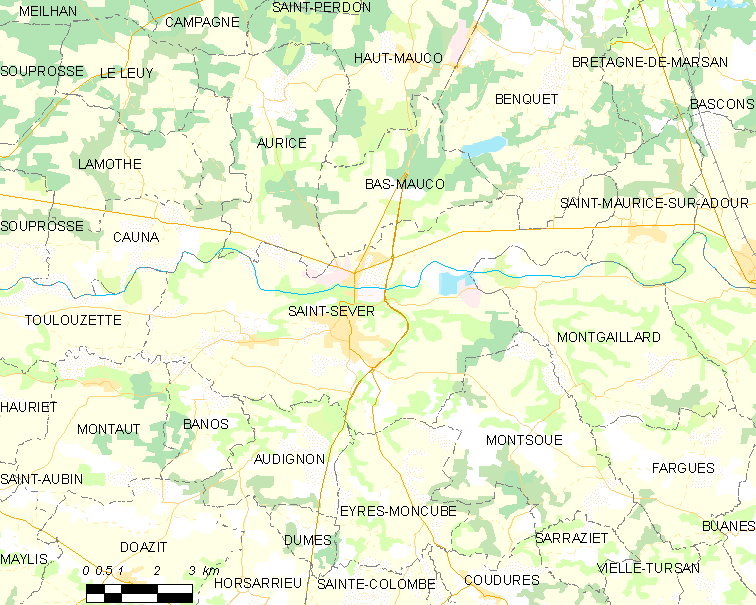
圣瑟韦的OSM定位图

圣瑟韦的时区为UTC+01:00、UTC+02:00（夏令时）。

## 行政
圣瑟韦的邮政编码为40500，INSEE市镇编码为40282。

## 政治
圣瑟韦所属的省级选区为沙洛斯-蒂尔桑县。

## 人口

1962-2008年间圣瑟韦人口变化图示

圣瑟韦于2022年1月1日时的人口数量为5038人。